# Enicospilus major
Enicospilus major là một loài tò vò trong họ Ichneumonidae.